# Inside Ring
Inside Ring (Originaltitel: Le premier cercle; deutscher Fernsehtitel: Ein enger Kreis) ist ein französischer Kriminalfilm aus dem Jahr 2009. Er entstand unter der Regie von Laurent Tuel.

## Handlung
Die Familie Malakian hat ihre Wurzeln in Armenien. Von dort flüchtete sie vor dem Völkermord nach Südfrankreich, wo sie nun über einen weitverzweigten Gangsterclan herrscht. Geführt wird dieser von dem Gangsterboss Milo Malakian, der seinen Sohn Anton als Nachfolger auserkoren hat. Doch Anton hat andere Vorstellungen von seinem zukünftigen Leben. Er hat sich in die Krankenschwester Elodie verliebt und träumt von einer bürgerlichen Existenz. Anton muss nun allerdings nicht nur gegen seinen Vater kämpfen. Inspektor Saunier, entschlossen den Mafia-Clan zu vernichten und seinen Vater zu Fall zu bringen, ermittelt gegen ihn und die Organisation und ist ihnen bereits dicht auf den Fersen.

## Kritiken
„Klar konturiert ist nicht nur der Konflikt in diesem Drama, auch die Optik überzeugt auf beiden Discs mit satten Farben und überdurchschnittlicher Tiefenschärfe.“

„Zerfahrene Story, stilsicher inszeniert.“